# Karol Antoni Hohenzollern-Sigmaringen
Karol Antoni Joachim Zefiryn Fryderyk Meinrad (ur. 7 września 1811 w Krauchenwies, zm. 2 czerwca 1885 w Sigmaringen) – niemiecki książę z rodu Hohenzollern-Sigmaringen, ostatni władca księstwa o tej samej nazwie. Jako premier (niem. Ministerpräsident) Prus (1858–1862) prowadził stosunkowo liberalną politykę.
Jego żoną była Józefina Badeńska, z którą miał szóstkę dzieci:
- Leopolda(inne języki) (1835–1905), ożenił się z Antonią Marią Portugalską;
- Stefanię (1837–1859), żonę króla Portugalii Piotra V;
- Karola (1839–1914), króla Rumunii;
- Antoniego (1841–1866), zginął w bitwie pod Sadową;
- Fryderyka(inne języki) (1843–1904), ożenił się z Luizą von Thurn und Taxis;
- Marię Luizę (1845–1912), żonę Filipa Koburga, hrabiego Flandrii.

## Odznaczenia
Odznaczenia Karola Antoniego Hohenzollern-Sigmaringen to między innymi:
- Order Orła Czarnego z łańcuchem
- Krzyż Wielki Orderu Orła Czerwonego z liśćmi dębu i mieczami
- Gwiazda Wielkiego Komtura Orderu Hohenzollernów
- Order Pour le Mérite
- Order Hohenzollernów I klasy ordynku książęcego
- Krzyż Wielki Orderu Alberta Niedźwiedzia (Anhalt)
- Order Wierności (Badenia)
- Krzyż Wielki Orderu Lwa Zeryngeńskiego (Badenia)
- Order Świętego Huberta (Bawaria)
- Wielka Wstęga Orderu Leopolda (Belgia)
- Krzyż Wielki Orderu Krzyża Południa (Brazylia)
- Krzyż Wielki Legii Honorowej (Francja)
- Krzyż Wielki Orderu Zbawiciela (Grecja)
- Krzyż Wielki Orderu Ludwika (Hesja)
- Krzyż Wielki Orderu Świętego Karola (Monako)
- Order Złotego Runa (Austro-Węgry)
- Krzyż Wielki Orderu Świętego Stefana (Austro-Węgry)
- Krzyż Wielki Orderu Leopolda (Austro-Węgry)
- Krzyż Zasługi Wojskowej z dekoracją wojenną (Austro-Węgry)
- Krzyż Wielki Orderu Domowego i Zasługi (Oldenburg)
- Krzyż Wielki Orderu Wieży i Miecza (Portugalia)
- Krzyż Wielki Orderu Gwiazdy Rumunii (Rumunia)
- Krzyż Wielki Orderu Korony Rumunii (Rumunia)
- Order Świętego Andrzeja (Imperium Rosyjskie)
- Order Korony Rucianej (Saksonia)
- Krzyż Wielki Orderu Sokoła Białego (Saksonia)
- Krzyż Wielki Orderu Ernestyńskiego (Saksonia)
- Order Królewski Serafinów (Szwecja)
- Krzyż Wielki Orderu Korony Wirtemberskiej (Wirtembergia)
- Krzyż Wielki Orderu Fryderyka (Wirtembergia)